# Enigmail
Enigmail är en extension eller utökning för Mozillas applikationssvit (såsom Mozilla Thunderbird) som ger användaren möjlighet att genom ett grafiskt användargränssnitt signera och kryptera elektronisk post via GNU Privacy Guard. Den första versionen släpptes 2001 av Ramalingam Saravanan men har sedan 2003 underhållits av Patrick Brunschwig.